# Maria Manuela Portugalska
Maria Manuela Portugalska, Maria Manuela Aviz, zwana również Marią Portugalską (ur. 15 października 1527, zm. 12 lipca 1545) – infantka Portugalii, potem księżna Asturii.
Urodziła się w 1527 w Coimbrze, jako jedno z dziewięciorga dzieci Jana III Aviz i jego pierwszej żony - Katarzyny Habsburg. Maria Manuela jako jedna z nielicznych dzieci swoich rodziców przeżyła dzieciństwo. 12 listopada 1543 w Salamance poślubiła swojego kuzyna - Filipa Habsburga, księcia Asturii (przyszłego króla Hiszpanii, Portugalii i Niderlandów). Urodziła syna - następcę tronu:
- Don Carlosa (8 lipca 1545 – 24 lipca 1568), który urodził się zdeformowany i zmarł w niejasnych okolicznościach.

Maria Manuela zmarła niedługo po porodzie - 12 lipca 1545, w Valladolid, w Hiszpanii. Filip II ożenił się jeszcze trzykrotnie.